# 17a etapa del Tour de França de 2012
La 17a etapa del Tour de França de 2012 es disputà el dijous 19 de juliol de 2012 sobre un recorregut de 143,5 km entre la localitat de Banhèras de Luishon i l'estació d'esquí de Peyragudes.
El vencedor de l'etapa fou l'espanyol Alejandro Valverde (Movistar Team), que s'imposà en solitari en l'arribada a l'estació d'esquí de Peyragudes després de rodar en solitari els darrers 35 km d'etapa, des que a manca de 3,5 km pel cim del Port de Balès deixés enrere els seus companys d'escapada. Segon i tercer foren els homes del Team Sky Christopher Froome i Bradley Wiggins. Thomas Voeckler s'assegurà el mallot de la muntanya gràcies a passar sempre per davant de Fredrik Kessiakoff (Astana Qazaqstan Team) en tots els ports del dia.

## Perfil de l'etapa
Darrera etapa d'alta muntanya de la present edició, amb un primer ascens al coll de Menté, de primera categoria, continuant amb el Coll des Ares, de segona i la petita Cota de Burs, abans d'afrontar l'ascensió al Port de Balès, darrer port de categoria especial de la cursa. En aquell punt els ciclistes inicien un llarg descens per tot seguit afrontar el coll de Peyresourde, en direcció contrària al dia anterior i no puntuable, i final a l'estació d'esquí de Peyragudes. Amb un recorregut de 143,5 km, és l'etapa més curta de la present edició.

## Desenvolupament de l'etapa
En els primers quilòmetres d'etapa es produïren nombrosos intents d'escapada, però no va ser fins a l'inici de l'ascensió al coll de Menté quan començà a consolidar-se l'escapada del dia. Més de 20 ciclistes en formaren part, però una acceleració d'Alejandro Valverde (Movistar Team) va fer que quedés reduïda a set ciclistes. En la lluita per la classificació de la muntanya Thomas Voeckler (Team Europcar) i Fredrik Kessiakoff (Astana Qazaqstan Team) lluitaren pels punts al coll, sent Voeckler el primer pel cim. La boira i la carretera mullada convertiren en molt perillós els descens, cosa que aprofità Vincenzo Nibali (Liquigas-Cannondale) per escapar-se del grup dels favorits i enllaçar amb els escapats. Això provocà la ràpida reacció dels homes del Team Sky, ja que Nibali es trobava a poc més de dos minuts del líder. Aquesta presència no agradà entre els escapats i Valverde acabà convencent a Nibali perquè desistís en el seu intent de formar part de l'escapada, cosa que en permeté la seva consolidació.
Fins a deu ciclistes van saltar del gran grup per unir-se als escapats un cop es tranquil·litzà la situació entre els favorits. A poc a poc les diferència s'anaren ampliant fins a arribar a quasi tres minuts a l'altura de la cota de Burs. Kessiakoff i Voeckler continuaren la seva particular lluita pels punts de la muntanya, sent sempre Voeckler el vencedor.
Després del moviment d'un parell de ciclistes de l'Euskaltel–Euskadi en els quilòmetres previs a l'inici a l'ascensió al port de Balès, Rui Costa (Movistar Team) atacà tot preparant el terreny per Alejandro Valverde. Valverde atacà en plena ascensió a Balès, marxant en solitari i passant amb 50" sobre Egoi Martínez (Euskaltel–Euskadi) i Costa i uns dos minuts i mig sobre el gran grup. La resta d'escapats foren neutralitzats en el descens, sent els darrers Kessiakoff, Voeckler, Gorka Izagirre (Euskaltel–Euskadi), Levi Leipheimer (Omega Pharma-Quick Step) i Blel Kadri (AG2R La Mondiale).
En el descens Valverde augmentà la diferència, abans d'afrontar l'ascensió al coll no puntuable del Peyresourde. Les acceleracions dels homes del Lotto-Belisol, primer Jelle Vanendert i després Jurgen van den Broeck, van fer que el grup es reduís a sols 8 homes i que Valverde sols disposés de poc més d'un minut a manca de 3 km. En els darrers quilòmetres Wiggins i Froome deixaren enrere Nibali i la resta d'integrants del grup, però no van poder arribar a Valverde, que d'aquesta manera aconseguí la seva quarta victòria al Tour.

## Punts
| Primer  | Blel Kadri (FRA)                 | 20 pts |
| Segon   | Sandy Casar (FRA)                | 17 pts |
| Tercer  | Rubén Plaza (ESP)                | 15 pts |
| Quart   | Jean-Christophe Péraud (FRA)     | 13 pts |
| Cinquè  | Gorka Izagirre (ESP)             | 11 pts |
| Sisè    | Laurens ten Dam (NED)            | 10 pts |
| Setè    | Alejandro Valverde (ESP)         | 9 pts  |
| Vuitè   | Rui Alberto Faria da Costa (POR) | 8 pts  |
| Novè    | Aleksandr Vinokúrov (KAZ)        | 7 pts  |
| Desè    | Levi Leipheimer (USA)            | 6 pts  |
| Onzè    | Simone Stortoni (ITA)            | 5 pts  |
| Dotzè   | Fredrik Kessiakoff (SWE)         | 4 pts  |
| Tretzè  | Thomas Voeckler (FRA)            | 3 pts  |
| Catorzè | Johnny Hoogerland (NED)          | 2 pts  |
| Quinzè  | Egoi Martínez (ESP)              | 1 pt   |

| Primer  | Alejandro Valverde (ESP)    | 20 pts |
| Segon   | Christopher Froome (GBR)    | 17 pts |
| Tercer  | Bradley Wiggins (GBR)       | 15 pts |
| Quart   | Thibaut Pinot (FRA)         | 13 pts |
| Cinquè  | Pierre Rolland (FRA)        | 11 pts |
| Sisè    | Jurgen van den Broeck (BEL) | 10 pts |
| Setè    | Vincenzo Nibali (ITA)       | 9 pts  |
| Vuitè   | Tejay van Garderen (USA)    | 8 pts  |
| Novè    | Christopher Horner (USA)    | 7 pts  |
| Desè    | Daniel Martin (IRL)         | 6 pts  |
| Onzè    | Andreas Klöden (GER)        | 5 pts  |
| Dotzè   | Nicolas Roche (IRL)         | 4 pts  |
| Tretzè  | Jelle Vanendert (BEL)       | 3 pts  |
| Catorzè | Richie Porte (AUS)          | 2 pts  |
| Quinzè  | Denís Ménxov (RUS)          | 1 pt   |

## Ports de muntanya
| Primer | Thomas Voeckler (FRA)      | 10 pts |
| Segon  | Fredrik Kessiakoff (SWE)   | 8 pts  |
| Tercer | Pierre Rolland (FRA)       | 6 pts  |
| Quart  | Alejandro Valverde (ESP)   | 4 pts  |
| Cinquè | Sandy Casar (FRA)          | 2 pts  |
| Sisè   | Edvald Boasson Hagen (NOR) | 1 pt   |

| Primer | Thomas Voeckler (FRA)    | 5 pts |
| Segon  | Fredrik Kessiakoff (SWE) | 3 pts |
| Tercer | Sandy Casar (FRA)        | 2 pts |
| Quart  | Egoi Martínez (ESP)      | 1 pt  |

| Primer | Thomas Voeckler (FRA)    | 2 pts |
| Segon  | Fredrik Kessiakoff (SWE) | 1 pt  |

| Primer | Alejandro Valverde (ESP)         | 25 pts |
| Segon  | Egoi Martínez (ESP)              | 20 pts |
| Tercer | Rui Alberto Faria da Costa (POR) | 16 pts |
| Quart  | Blel Kadri (FRA)                 | 14 pts |
| Cinquè | Levi Leipheimer (USA)            | 12 pts |
| Sisè   | Thomas Voeckler (FRA)            | 10 pts |
| Setè   | Fredrik Kessiakoff (SWE)         | 8 pts  |
| Vuitè  | Gorka Izagirre (ESP)             | 6 pts  |
| Novè   | Jurgen van den Broeck (BEL)      | 4 pts  |
| Desè   | Dominik Nerz (GER)               | 2 pts  |

- 5. Peyragudes. 1605m. 1a Categoria (km 142,5) (15,4 km al 5,1%)

| Primer | Alejandro Valverde (ESP)    | 20 pts |
| Segon  | Christopher Froome (GBR)    | 16 pts |
| Tercer | Bradley Wiggins (GBR)       | 12 pts |
| Quart  | Thibaut Pinot (FRA)         | 8 pts  |
| Cinquè | Jurgen Van den Broeck (BEL) | 4 pts  |
| Sisè   | Pierre Rolland (FRA)        | 2 ptS  |

## Classificació de l'etapa
|    | Ciclista                    | Equip               | Temps      |
| -- | --------------------------- | ------------------- | ---------- |
| 1  | Alejandro Valverde (ESP)    | Movistar Team       | 4h 12' 11" |
| 2  | Chris Froome (GBR)          | Team Sky            | + 19"      |
| 3  | Bradley Wiggins (GBR)       | Team Sky            | + 19"      |
| 4  | Thibaut Pinot (FRA)         | FDJ-BigMat          | + 22"      |
| 5  | Pierre Rolland (FRA)        | Team Europcar       | + 26"      |
| 6  | Jurgen van den Broeck (BEL) | Lotto-Belisol       | + 26"      |
| 7  | Vincenzo Nibali (ITA)       | Liquigas-Cannondale | + 37"      |
| 8  | Tejay van Garderen (USA)    | BMC Racing Team     | + 54"      |
| 9  | Chris Horner (USA)          | RadioShack-Nissan   | + 1' 02"   |
| 10 | Daniel Martin (IRL)         | Garmin-Sharp        | + 1' 11"   |

## Classificació general
|    | Ciclista                    | Equip                 | Temps       |
| -- | --------------------------- | --------------------- | ----------- |
| 1  | Bradley Wiggins (GBR)       | Team Sky              | 78h 28' 02" |
| 2  | Chris Froome (GBR)          | Team Sky              | + 2' 05"    |
| 3  | Vincenzo Nibali (ITA)       | Liquigas-Cannondale   | + 2' 41"    |
| 4  | Jurgen van den Broeck (BEL) | Lotto-Belisol         | + 5' 53"    |
| 5  | Tejay van Garderen (USA)    | BMC Racing Team       | + 8' 30"    |
| 6  | Cadel Evans (AUS)           | BMC Racing Team       | + 9' 57"    |
| 7  | Haimar Zubeldia (ESP)       | RadioShack-Nissan     | + 10' 11"   |
| 8  | Pierre Rolland (FRA)        | Team Europcar         | + 10' 17"   |
| 9  | Janez Brajkovič (SVN)       | Astana Qazaqstan Team | + 11' 00"   |
| 10 | Thibaut Pinot (FRA)         | FDJ-BigMat            | + 11' 46"   |

## Classificacions annexes
|    | Ciclista                  | Equip               | Punts   |
| -- | ------------------------- | ------------------- | ------- |
| 1r | Peter Sagan (SVK)         | Liquigas-Cannondale | 356 pts |
| 2n | André Greipel (GER)       | Lotto-Belisol       | 254 pts |
| 3r | Matthew Harley Goss (AUS) | Orica-GreenEDGE     | 203 pts |

|    | Ciclista                   | Equip                 | Punts   |
| -- | -------------------------- | --------------------- | ------- |
| 1r | Thomas Voeckler (FRA)      | Team Europcar         | 134 pts |
| 2n | Fredrik Kessiakoff (SWE)   | Astana Qazaqstan Team | 123 pts |
| 3r | Chris Anker Sørensen (DEN) | Team Saxo-Tinkoff     | 77 pts  |

|    | Ciclista                 | Equip            | Temps        |
| -- | ------------------------ | ---------------- | ------------ |
| 1r | Tejay van Garderen (USA) | BMC Racing Team  | 78h 36' 31"  |
| 2n | Thibaut Pinot (FRA)      | FDJ-BigMat       | + 3' 16"     |
| 3r | Steven Kruijswijk (NED)  | Rabobank ProTeam | + 1h 00' 38" |

|    | Equip             | Temps        |
| -- | ----------------- | ------------ |
| 1r | RadioShack-Nissan | 235h 40' 21" |
| 2n | Team Sky          | + 14' 09"    |
| 3r | BMC Racing Team   | + 36' 21"    |

## Abandonaments
No es produí cap abandonament.